# Simca 6
| Simca 6             |                             |
| Simca 6             |                             |
| Fabricante          | Simca                       |
| Tipo                | cupé                        |
| Carrocería          | 2 puertas                   |
| Producción          | 1947–1950                   |
| Predecesor          | Simca 5                     |
| Sucesor             | Simca 8                     |
| Motor               | Motor 4 cilindros de 569 cc |
| Potencia            | 16,5 CV                     |
| Velocidad máxima    | 90 km/h                     |
| Transmisión         | Manual de 4 velocidades     |
| Longitud            | 3220 mm                     |
| Anchura             | 1320 mm                     |
| Altura              | 1400 mm                     |
| Peso                | 560 kg                      |
| Unidades producidas | 16512                       |

El Simca 6 es un modelo de automóvil fabricado por la empresa francesa Simca. Es una evolución del modelo franco italiano Simca 5, diseñado por Fiat y producido por los constructores Simca y Fiat entre 1947 y 1950. Es la versión francesa del Fiat 500 Topolino C.

## Historia
Después de la II Guerra Mundial, Fiat presentó el Fiat 500 Topolino C. Mientras que los modelos Simca 5 y Fiat 500 Topolino A eran comunes, el departamento de investigación de Simca en Nanterre, confirmó su independencia de la marca Fiat, produciendo el modelo Simca 6, que fue presentado en el Salón del Automóvil de París.

## Características
El modelo Simca 6 está directamente derivado del Simca 5, con :
	* Una parte delantera sensiblemente modificada y americanizada, con una parrilla más ancha y más baja, faros integrados y guardabarros tipo Peugeot 203 o Renault 4cv.
	* Un maletero trasero más alargado, al que solo se puede acceder desde el interior y casi totalmente ocupado por la rueda de repuesto.
	* Un Motor de 569 cc y 16,5 cv
	* Dos versiones : cupé de 2 plazas y pequeña furgoneta con capacidad de hasta 250 kg de carga

## Test de los 5 litros
Con 5 litros de gasolina el Simca 6 realizó 108,05 km, con un consumo medio de 4,62 litros a los 100 km.